# Michel Hoyer
Michel Hoyer (1593-1650) fue un religioso y poeta latino de Francia.

## Biografía
Hoyer nació en 1593 en Hesdin, pequeña villa de Artois, y cuando se iniciaba en el estado eclesiástico, siguió la carrera de la enseñanza y profesa la retórica en el colegio de San Pedro en Lille.
Más tarde, Hoyer,toma el hábito de la Orden de San Agustín, en el convento de Ypres, y sienta plaza en diversos colegios de los Países Bajos, y su reputación atrajo a numerosos alumnos, entre ellos los hijos de Rubens Albert (1614-1657), sabio arqueólogo, y entre las obras que dejó Hoeyr, las siguientes: máximas de Agustín de Hipona parafraseadas en versos latinos, dos tragedias, una de San Teodora, un elogio de Juan Duns Scoto, y opúsculos en latín.

## Obras
- Flammulae amoris S. P. Agustini..., 1629.
- Theatrum cestitatis sine Susanna et Cassima, A. Quinque, 1631.
- Vita religiosae idea,...., M. Wyon, 1640.
- Augustiniani tragoediae, 1641.
- Historiae sacrae et profanae:..., Colonia, 1647.
- Oratio Encomiastica:..., B. Belleri, 1656.